# Phrynichos Arabios
Pour les articles homonymes, voir Phrynichos.
Phrynichos Arabios, Phrynichus Arabius ou Phrynichos de Bithynie (Φρύνιχος), dit aussi Phrynichos l'Atticiste est un grammairien et surtout lexicographe grec qui vécut au IIe siècle et tint école en Bithynie sous Marc Aurèle et Commode. Il se dévoua au culte de la pure langue attique, et fut raillé par plusieurs de ses contemporains pour l'excès de son purisme: un grammairien du nom d'Oros d'Alexandrie écrivit un Contre Phrynichos, et un court lexique de l'époque nous est parvenu anonymement sous le titre l'Antiatticiste (Άντιαττικιστής), où les condamnations rigides faites par Phrynichos de certains mots ou expressions incorrects à ses yeux sont combattues. Phrynichos était un ennemi juré de son contemporain Julius Pollux, qu'il accusait de laxisme.

## Œuvres
La Souda le mentionne à l'article « Phrynichos de Bithynie, sophiste ». Il aurait écrit :
- L'Atticiste, ou Choix de noms et de verbes attiques (Έκλογή όνομάτων καί ρημάτων άττικῶν), en deux livres ;
- Collection des usages (Τιθεμένων συναγωγή) ;
- La Préparation sophistique (Σοφιστική παρασκευή), en 37 livres selon le codex 158 de la Bibliothèque de Photius, qui lui est consacré ; 47 ou 74 selon la Souda, sans doute par erreur.

L'ouvrage principal est évidemment le troisième ; dédié à l'empereur Commode, il ne nous est plus connu que par le sommaire de Photius et par un assez long fragment. Phrynichos ne prétendait pas imposer le même langage à tous les genres: il distinguait entre l'éloquence, l'histoire, la conversation, la causerie satirique, les propos d'amour, chaque genre ou registre ayant son langage propre. Mais il sélectionne très sévèrement les bons auteurs: Platon et les dix orateurs attiques canoniques, Thucydide, Xénophon, Eschine le Socratique, Critias, Antisthène et Aristophane ; pour la poésie, Eschyle, Sophocle et Euripide. Parmi ces auteurs, il fait même une deuxième sélection en considérant que Platon, Démosthène et Eschine le Socratique représentent la perfection.
L'Atticiste nous est parvenu en entier. C'est un ouvrage beaucoup plus court, sans doute composé au début de la carrière de l'auteur ; une simple liste de mots et d'expressions souvent présentés sous la forme « Ne dites pas ceci, dites cela ». Un peu ridicule par son dogmatisme, ce n'en est pas moins pour nous un témoignage très précieux sur ce qui était ressenti à l'époque comme le « bon usage » du grec.

## Édition des textes
- Die Ekloge des Phrynichos, éd. Eitel Fischer, Sammlung griechischer und lateinischer Grammatiken bd. I, de Gruyter, Berlin, 1974.

- Phrynichi sophistae praeparatio sophistica edidit Ioannes de Borries, Teubner, 1911.